# Grammy Latino de Melhor Álbum Merengue/Bachata
O Grammy Latino de Melhor Álbum Merengue/Bachata é um prêmio apresentado anualmente no Grammy Latino, uma cerimônia que reconhece a excelência e cria uma consciência mais ampla da diversidade cultural e das contribuições de artistas latinos nos Estados Unidos e internacionalmente. É atribuída para "álbuns vocais ou instrumentais de Merengue e/ou Bachata que contenham pelo menos 51% de tempo de reprodução de material recém-gravado". 
Foi originalmente apresentado como Melhor Álbum de Merengue e estabelecido em 2000 antes de ser descontinuado em 2007. O prêmio foi trazido de volta com seu nome atual em 2020. O cantor dominicano Juan Luis Guerra é o artista mais premiado da categoria com três vitórias, seguido por Milly Quezada e Sergio Vargas com duas vitórias cada.

## Vencedores e indicados
| Ano[I] | Artista(s)       | Obra                         | Indicados | Ref.  |
| ------ | ---------------- | ---------------------------- | --- | ----- |

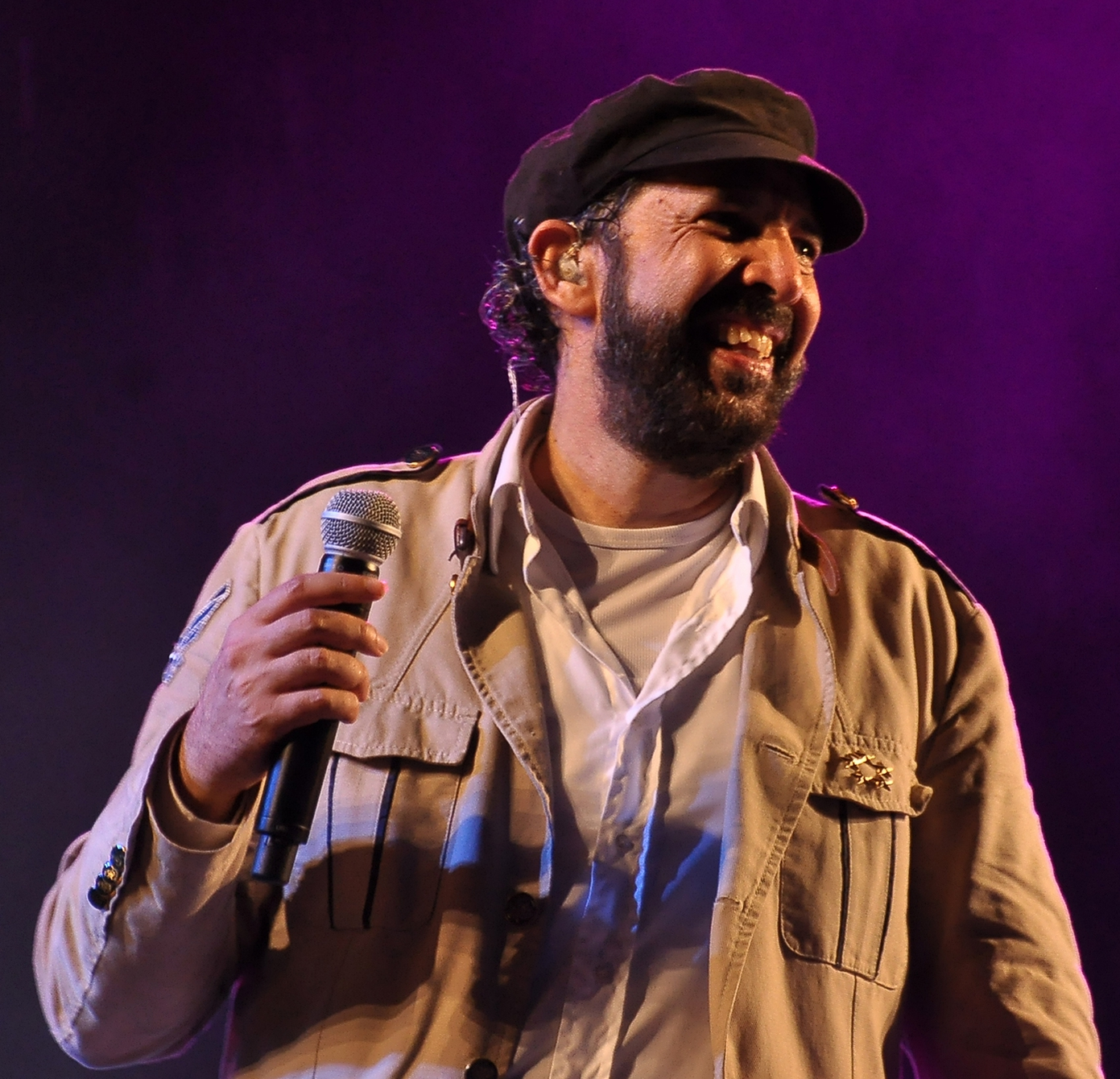
Tricampeão Juan Luis Guerra.

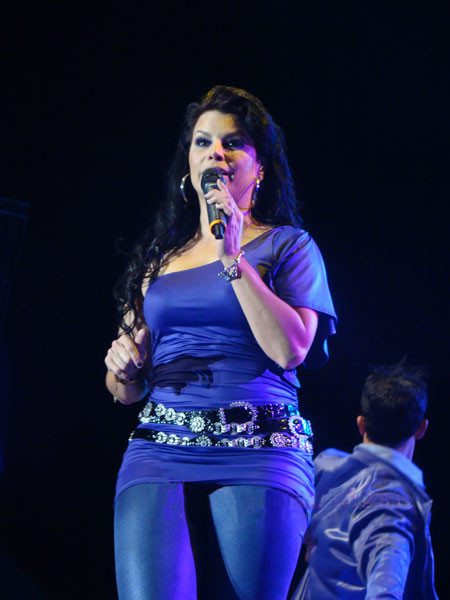
Vencedora de 2002, Olga Tañón.

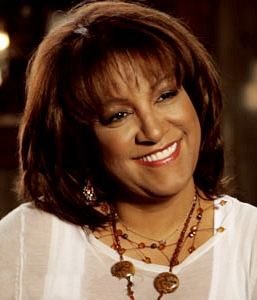
Bicampeã Milly Quezada.

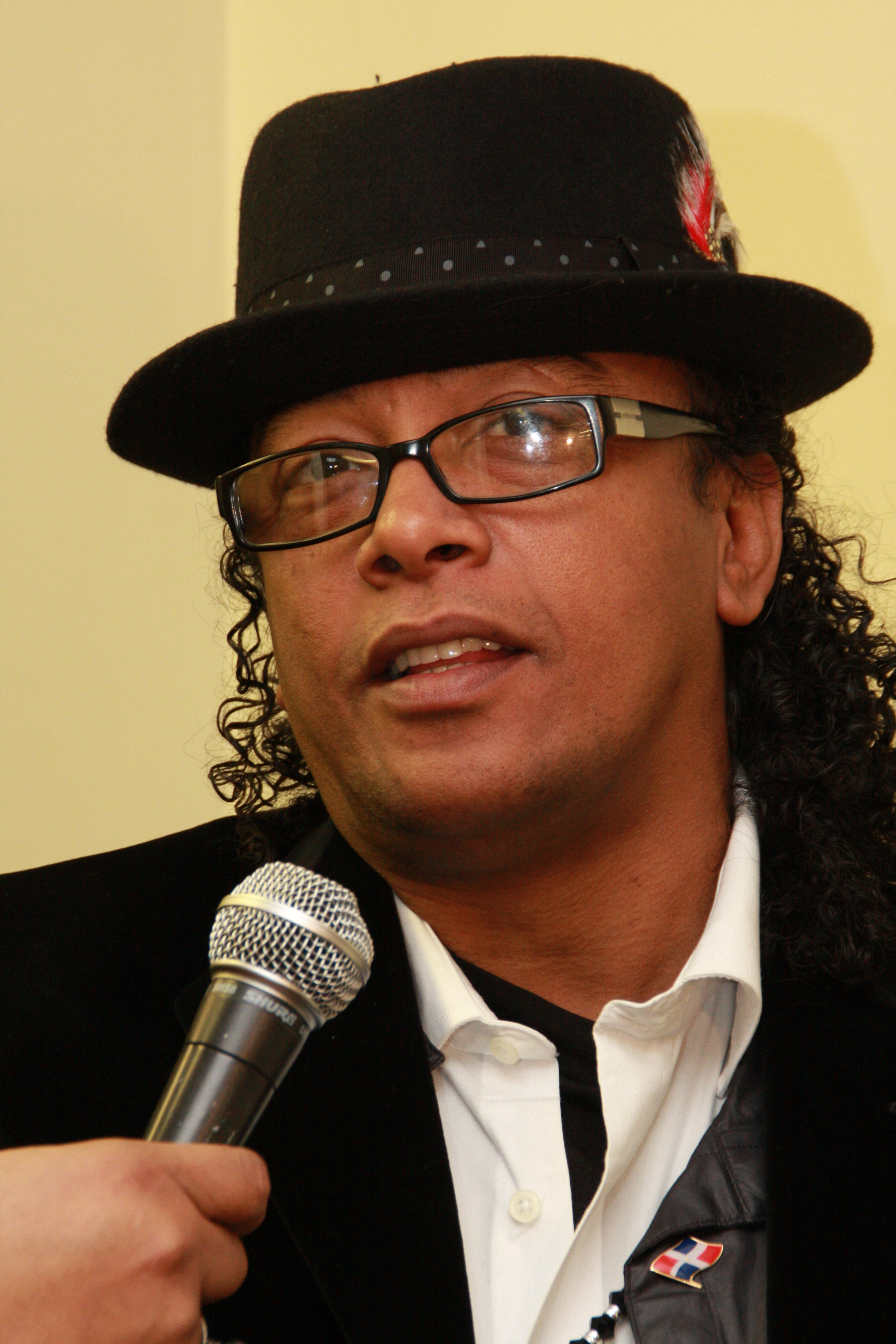
Bicampeão Sergio Vargas.

| 2000   | Juan Luis Guerra | Ni Es Lo Mismo Ni Es Igual   | - Elvis Crespo – Píntame - Grupo Manía – Masters of the Stage - Los Hermanos Rosario – Bomba 2000 - Olga Tañón – Olga Viva, Viva Olga                                      |       |
| 2001   | Chichi Peralta   | ...De Vuelta al Barrio       | - Grupo Manía – Grupomania 2050 - Eddy Herrera – Me Enamore - Manny Manuel – En Vivo! - Toño Rosario – Yo Soy Toño                                                         |       |
| 2002   | Olga Tañón       | Yo Por Tí                    | - Eddy Herrera – Atrevido - Los Toros Band – Pa' La Calle - Kinito Méndez – A Palo Limpio - Fernando Villalona – Mal Acostumbrado                                          |       |
| 2003   | Milly Quezada    | Pienso Así...                | - Elvis Crespo – Urbano - Grupo Manía – Latino - Los Hermanos Rosario – Swing a Domicilio - Kinito Méndez – Sigue Siendo El Hombre Merengue                                |       |
| 2004   | Johnny Ventura   | Sin Desperdicio              | - Alex Bueno – 20 Años Después - Gisselle – Contra la Marea - Grupo Manía – Hombres de Honor - Limi-T 21 – Como Nunca... Como Siempre                                      |       |
| 2005   | Elvis Crespo     | Saboréalo                    | - Los Toros Band – En Vivo 2004 - Kinito Méndez – Celebra Conmigo - Ramón Orlando – Generaciones - Toño Rosario – Resistiré                                                |       |
| 2006   | Milly Quezada    | MQ                           | - Grupo Manía – La Hora de Verdad - Eddy Herrera – Amor de Locos - Limi-T 21 – Rankeo - Johnny Ventura – 103 Boulevard                                                     |       |
| 2007   | Juan Luis Guerra | La Llave de Mi Corazón       | - Elvis Crespo – Regreso el Jefe - Limi-T 21 – Real Time - Kinito Méndez – Con Sabor a Mi - Toño Rosario – A Tu Gusto                                                      |       |
| 2020   | Eddy Herrera     | Ahora                        | - José Manuel Calderón – The Genetics of Bachata - Manny Cruz – Bailando Contigo - Grupo Manía – Los Conquistadores                                                        | [ 1 ] |
| 2020   | Daniel Santacruz | Larimar                      | - José Manuel Calderón – The Genetics of Bachata - Manny Cruz – Bailando Contigo - Grupo Manía – Los Conquistadores                                                        | [ 1 ] |
| 2021   | Sergio Vargas    | Es Merengue ¿Algún Problema? | - Alexandra – Bachata Queen - Manny Cruz – Love Dance Merengue - Luis Segura – El Papá de la Bachata, Su Legado (Añoñado I, II, III, IV) - Fernando Villalona – Insensatez | [ 2 ] |
| 2022   | Juan Luis Guerra | Entre Mar y Palmeras         | - Héctor Acosta "El Torito" – Este Soy Yo - Elvis Crespo – Multitudes - Milly Quezada – Resistirá - Olga Tañón – Tañon Pal' Combo es lo que Hay                            | [ 3 ] |
| 2023   | Romeo Santos     | Fórmula, Vol. 3              | - Manny Cruz – Cuatro26 - Manny Manuel – Road Trip - Pavel Núñez – Trópico, Vol. 2                                                                                         | [ 4 ] |
| 2023   | Sergio Vargas    | A Mi Manera                  | - Manny Cruz – Cuatro26 - Manny Manuel – Road Trip - Pavel Núñez – Trópico, Vol. 2                                                                                         | [ 4 ] |